# Tarificación de rutas

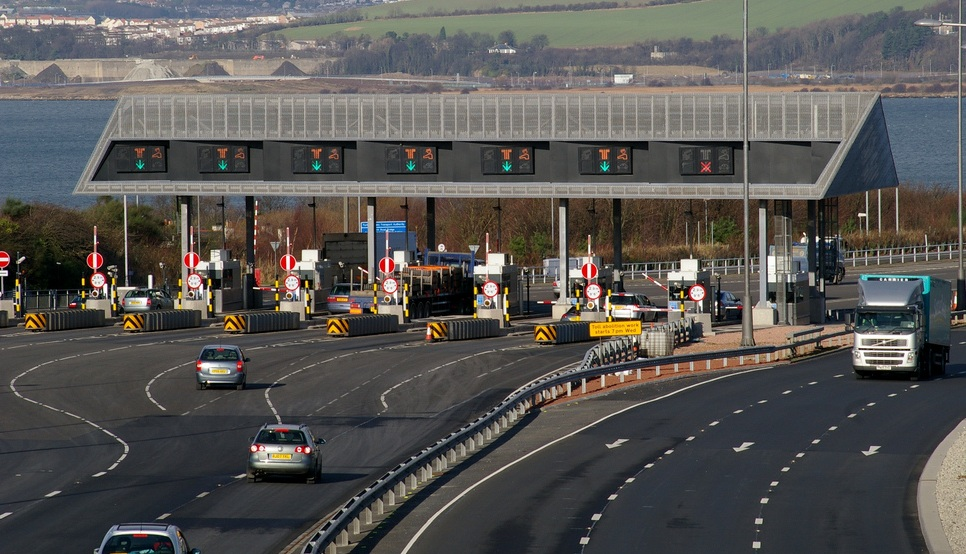
Una plaza de peaje en el Reino Unido

Los precios de las carreteras (o los cargos a los usuarios de las carreteras ) son cargos directos que se cobran por el uso de las carreteras e incluyen los peajes, las tarifas basadas en la distancia o el tiempo, las tarifas de congestión y las tarifas diseñadas para desalentar el uso de ciertas clases de vehículos, fuentes de combustible o vehículos más contaminantes. Estos cargos se pueden utilizar principalmente para la generación de ingresos, generalmente para el financiamiento de infraestructura vial, o como una herramienta de gestión de la demanda de transporte para reducir los viajes en horas pico y la congestión del tráfico asociada u otras externalidades negativas sociales y ambientales asociadas con los viajes por carretera, como la contaminación del aire, el efecto invernadero. emisiones de gases, intrusión visual, ruido y colisiones de tráfico.
En la mayoría de los países, los peajes de carretera, los peajes de puentes de peaje y los peajes de túneles se utilizan a menudo principalmente para la generación de ingresos para pagar la deuda a largo plazo emitida para financiar la instalación del peaje o para financiar se expansión de la capacidad, operaciones y mantenimiento, o simplemente para fondos fiscales. La fijación de precios por congestión vial para ingresar a un área urbana o los cargos por contaminación que se cobran a los vehículos con mayores emisiones de escape son esquemas típicos implementados para las externalidades de precios. La aplicación de tarifas de congestión se limita actualmente a un pequeño número de ciudades y carreteras urbanas, y los esquemas notables incluyen el Precio Electrónico de Carreteras en Singapur, la tarifa de congestión de Londres, la tasa de congestión de Estocolmo, el Área C de Milán y los carriles de peaje de alta ocupación de los Estados Unidos. Ejemplos de esquemas de precios por contaminación incluyen la zona de bajas emisiones de Londres y el Ecopass descontinuado en Milán. En algunos países europeos existe un cargo por período por el uso de autopistas y autopistas, basado en una viñeta o una pegatina adherida a un vehículo, y en algunos países se requieren viñetas para el uso de cualquier carretera. Se han implementado tarifas de uso basadas en el kilometraje (MBUF) o cargos basados en la distancia para vehículos pesados en función del peso del camión y la distancia recorrida en Nueva Zelanda (llamada RUC), Suiza (LSVA), Alemania (LKW-Maut), Austria (Go-Maut), República Checa, Eslovaquia, Polonia y en cuatro estados de EE. UU.: Oregón, Nueva York, Kentucky y Nuevo México.
Muchos esquemas recientes de tarificación de carreteras han resultado controvertidos, con una serie de esquemas de alto perfil en los EE. UU. Y el Reino Unido que se cancelaron, retrasaron o redujeron en respuesta a la oposición y las protestas. Los críticos sostienen que la fijación de precios por congestión no es equitativa, representa una carga económica para las comunidades vecinas, tiene un efecto negativo en las empresas minoristas y en la actividad económica en general, y es solo un impuesto más. Sin embargo, una encuesta de 2006 de la literatura económica sobre el tema encuentra que la mayoría de los economistas están de acuerdo en que alguna forma de tarificación vial para reducir la congestión es económicamente viable, aunque hay desacuerdo sobre qué forma debería tomar la tarificación vial. Los economistas no están de acuerdo sobre cómo fijar los peajes, cómo cubrir los costos comunes, qué hacer con los ingresos excedentes, si y cómo se debe compensar a los "perdedores" de los peajes de carreteras previamente libres y si se deben privatizar las carreteras.

## Terminología
La tarificación vial es un término general que se puede utilizar para cualquier sistema en el que el conductor paga directamente por el uso de una carretera o red de carreteras determinada en una ciudad, región o nación en particular. Los precios de las carreteras también incluyen la tasa por congestión, que son tasas que se cobran a los usuarios de la carretera que cumplen los requisitos para reducir la demanda máxima y, por lo tanto, reducir la congestión del tráfico y también para imponer una tasa a los usuarios de las carreteras por otras externalidades negativas, incluidos los accidentes de tráfico, el ruido, la contaminación del aire y las emisiones de gases de efecto invernadero.

## Historia
La primera referencia publicada a 'tarificación vial' fue posiblemente en 1949 cuando la Corporación RAND propuso "el uso de tarificación vial directa para encarecer los viajes de mercancías en rutas congestionadas o para influir en la hora del día en que opera el tráfico de mercancías". El premio Nobel William Vickrey se basó en las ideas del economista Arthur Pigou esbozando, en 1955, un caso teórico a favor de la tarificación vial en una obra importante sobre el tema donde proponía que los conductores deberían pagar por medios electrónicos el uso de vías urbanas transitadas. Arthur Pigou había desarrollado previamente el concepto de externalidades económicas en una publicación de 1920 en la que propuso que tanto lo que ahora se conoce como un impuesto pigouviano como las externalidades negativas deberían utilizarse para devolver el resultado de eficiencia económica dentro de una economía de mercado. 
En 1963, Vickery publicó un artículo 'Pricing in urban and suburban transport' en American Economic Review y Gabriel Joseph Roth, John Michael Thomson del Departamento de Economía Aplicada de la Universidad de Cambridge publicó un artículo breve titulado "Tarificación de rutas ¿una cura para la congestión? "  El informe de Smeed, "Precio de las carreteras: posibilidades económicas y técnicas", encargado en 1962 por el Ministerio de Transporte del Reino Unido, se publicó en 1964. Maurice Allais y Gabriel Roth desarrollaron la tarificación vial en un documento titulado "The Economics of Road User Charges" publicado por el Banco Mundial en 1968.
La primera implementación exitosa de un cargo por congestión fue con el Programa de Licencias de Área de Singapur en 1976. El esquema de Electronic Road Pricing (Hong Kong) funcionó como prueba entre 1983 y 1985, pero no se continuó de forma permanente debido a la oposición pública. A continuación, se introdujeron en Noruega varios planes de peaje de carreteras entre 1986 y 1991 en Bergen, Oslo y el Plan de peaje de Trondheim. Se observó que el plan de Oslo tuvo el efecto no deseado de reducir el tráfico en alrededor de un 5%. El plan de Singapur se amplió y se adaptó en 1995 para utilizar un nuevo sistema de peaje electrónico en 1998 y pasó a llamarse Electronic Road Pricing. El primer uso de un peaje para el acceso de vehículos de baja ocupación al carril de vehículos de alta ocupación se introdujo en los EE. UU. en la Ruta 91 del estado de California en 1995. Desde el 2000, se han introducido otros esquemas, aunque la propuesta de precios de congestión de Nueva York y varias propuestas del Reino Unido no avanzaron debido a la oposición pública.

## Impacto
Un estudio de precios por congestión en Estocolmo entre 2006 y 2010 encontró que, en ausencia de precios por congestión, el aire de Estocolmo "habría estado entre un cinco y un diez por ciento más contaminado entre 2006 y 2010, y los niños pequeños habrían sufrido un 45 por ciento más de ataques de asma".
Un estudio de 2013 encontró que después de que se implementaron los precios de congestión en Seattle, los conductores informaron una mayor satisfacción con las rutas cubiertas por los precios de congestión y un menor estrés.
Un estudio de 2016 descubrió que más personas usaban el transporte público debido a la implementación de precios de congestión en Singapur. Un estudio de 2016 descubrió que los precios de los bienes raíces cayeron un 19% dentro de las áreas acordonadas de Singapur donde se aplicaron precios de congestión en relación con las áreas fuera del área.
Una investigación de 2019 proporciona un conjunto de herramientas para permitir el análisis y la medición de los impactos de la tarificación de peajes, el pago de peajes, la tecnología de cobro de peajes y otros aspectos de la implementación de peajes y cambios de tarifas en poblaciones minoritarias y de bajos ingresos.

## Esquemas de ejemplo

### Asia Pacífico

#### Australia
En enero de 2009, se implementaron peajes variables en Sydney Harbour Bridge, dos semanas después de la actualización al cobro de peaje electrónico. Las tarifas más altas se cobran durante los períodos pico de la mañana y la tarde; se aplica un peaje un 25% más bajo para los períodos intermedios; y se cobra un peaje menor que el existente en las noches, fines de semana y días festivos. Este es el primer sistema de fijación de precios por congestión vial de Australia y ha tenido un efecto muy pequeño en los niveles de tráfico, reduciéndolos en un 0,19% 

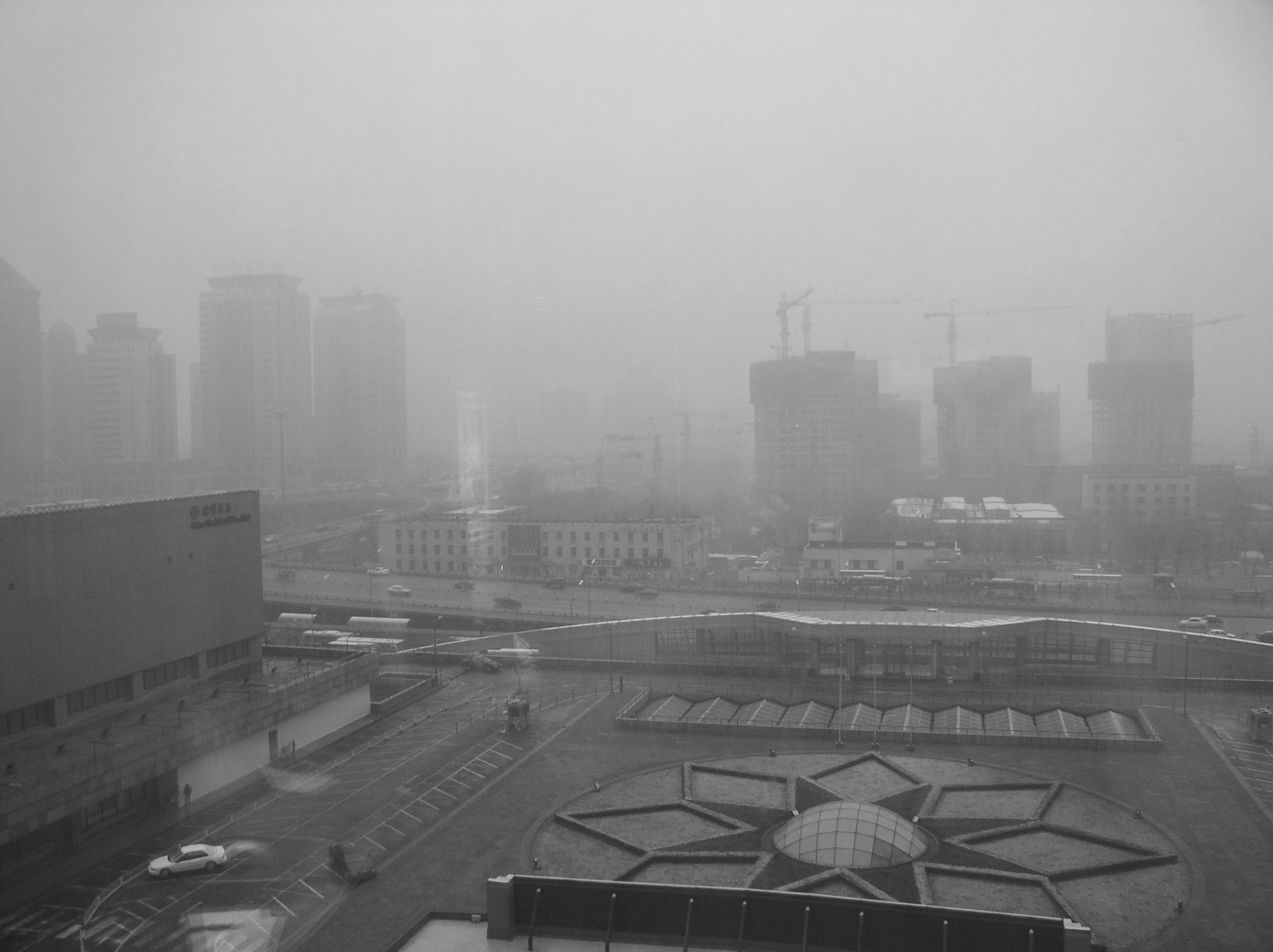
Día de alta contaminación del aire en Beijing

Se cobran peajes a las carreteras y autopistas principales de Shanghái, y se completó una evaluación de la implementación de los precios por congestión para los vehículos que ingresan al distrito comercial central. La ciudad también restringe el uso y la propiedad del automóvil y existen restricciones para obtener una licencia de conducir; desde 1998, el número de matriculaciones de automóviles nuevos se limita a 50 000 vehículos al año y las matriculaciones de automóviles se venden en subasta pública, con precios que llegan hasta los 5000 dólares estadounidenses en 2006. El estacionamiento también es limitado. 
El Banco Mundial recomendó precios basados en la congestión para Beijing en 2010 y los funcionarios locales anunciaron planes para introducir un esquema en septiembre de 2011, aunque no se han proporcionado detalles sobre el costo o la zona de cobro. La ciudad se enfrenta a la congestión del tráfico y la contaminación del aire a través de un esquema de restricción de conducción implementado desde los Juegos Olímpicos de Verano de 2008. A junio del 2016, otras 11 ciudades chinas cuentan con esquemas de restricción similares.
A principios de 2010, la ciudad de Guangzhou, provincia de Guangdong, abrió un debate público sobre la posibilidad de introducir cargos por congestión. Una encuesta en línea realizada por dos medios de comunicación locales encontró que el 84,4% de los encuestados se opuso a los cargos. La ciudad de Nanjing también está considerando la implementación de precios por congestión.
En diciembre de 2015, la Comisión Municipal de Transporte de Beijing anunció planes para introducir tarifas de congestión en 2016. De acuerdo con el plan de control de emisiones de vehículos motorizados de la ciudad 2013-2017, el cargo por congestión será un esquema de precios variables en tiempo real basado en los flujos de tráfico reales y los datos de emisiones, y permitirá que el cargo se cobre por diferentes vehículos y varíe según la hora del día. y para diferentes distritos. Dongcheng y Xicheng se encuentran entre los distritos que tienen más probabilidades de implementar en primer lugar el cargo por congestión. Las emisiones de vehículos representan el 31% de las fuentes de smog de la ciudad, según la Oficina de Protección Ambiental de Beijing. El gobierno local ya ha implementado varias políticas para abordar la calidad del aire y la congestión, como un esquema de restricción de manejo basado en los últimos dígitos de sus matrículas. También se introdujo un sistema de cuotas de vehículos en 2011, otorgando licencias de automóviles nuevos a través de una lotería, con un límite máximo de 6 millones de unidades establecido por la autoridad de la ciudad para 2017. En mayo de 2016, la legislatura de la ciudad de Beijing anunció que consideraría comenzar a imponer cargos por congestión de tráfico para 2020 como parte de un paquete de medidas para reformar el sistema de cuotas de vehículos. A junio del 2016, los departamentos de medio ambiente y transporte de la ciudad están trabajando juntos en una propuesta de precios por congestión.

#### Hong Kong
El sistema de tarificación electrónica de carreteras de Hong Kong operó entre 1983 y 1985 con resultados positivos. La oposición pública paralizó su implementación permanente. No obstante, se volvieron a plantear propuestas en 2012.

#### Singapur

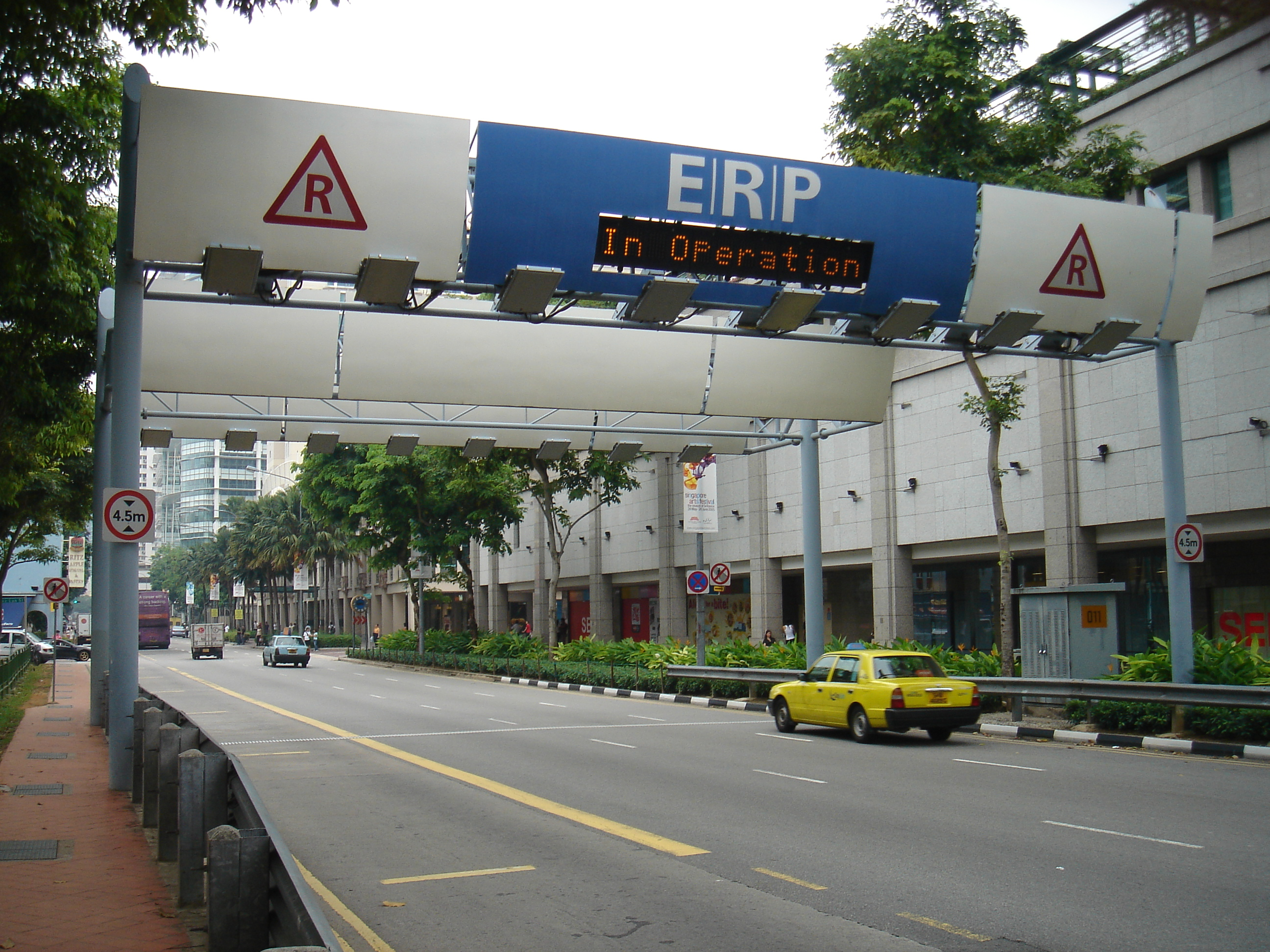
Pórtico de tarificación electrónica de carreteras en North Bridge Road, Singapur

El primer esquema de precios por congestión del mundo se introdujo en el distrito central de negocios de Singapur en 1975 como el Esquema de Licencias de Área de Singapur. Se amplió en 1995 y se convirtió a la tarificación electrónica de carreteras en septiembre de 1998. Durante 2007 se introdujeron precios variables basados en los niveles de congestión. Este es uno de una serie de elementos de Singapur en su Gestión de la Demanda de Transporte, que también incluye un alto impuesto vial anual, aranceles aduaneros y tarifas de registro de vehículos para vehículos nuevos, un sistema de cuotas para vehículos nuevos y una fuerte inversión en transporte público. Singapur tiene uno de los ingresos per cápita más altos de Asia, pero menos del 30% de los hogares singapurenses poseen automóviles.

### Europa

Señal de tráfico para carretera de peaje para camiones pesados

#### Austria
En 2004 se implementó en Austria un sistema de tarificación basado en la distancia denominado Go-Maut para todos los vehículos de más de 3,5 toneladas en las autopistas Además, todos los vehículos de menos de 3,5 toneladas deben comprar una pegatina o una viñeta para acceder a la red de autopistas austriacas, que es propiedad y está operada por una empresa estatal llamada ASFINAG. La viñeta permite que el vehículo utilice casi toda la red de autopistas de Austria durante un período de tiempo específico, con la tarifa más baja establecida en €8 por 10 días. Sin embargo, para rutas seleccionadas, como túneles largos y rutas costosas a través de los Alpes, hay un peaje adicional.